# Легка атлетика на літніх Олімпійських іграх 1900
Змагання з легкої атлетики на літніх Олімпійських іграх 1900 були проведені з 14 по 22 квітня в Парижі.
Як і попередньої Олімпіади, у змаганнях брали участь лише чоловіки.
Порівняно з першими Іграми, легкоатлетична програма була розширена майже вдвічі за рахунок 6 бігових (60 та 200 метрів; 200 та 400 метрів з бар'єрами; 2500 та 4000 метрів з перешкодами) та 4 технічних (стрибки з місця у висоту, довжину та потрійним; метання молота) дисциплін. Крім цього, розігрувалась командна першість у бігу на 5000 метрів.
Дисципліни легкоатлетичної програми були проведені на трав'яному полі футбольного клубу «Расінг» у Булонському лісі. Окремого стадіону побудовано не було. Довжина бігового кола становила 500 метрів, а розмітка бігових доріжок підлаштовувалась під існуючий нерівний рельєф поля з деревами, ямами та горбами. Сектор для метання диска був облаштований у спосіб, за якого диск іноді приземлювався посеред дерев, що унеможливлювало вимірювання та зрештою не сприяло високим результатам.
Марафонська дистанція загальною довжиною 40 260 м була прокладена вулицями Парижа зі стартом та фінішем на бігових доріжках Булонського лісу.

## Призери

### Індивідуальна першість
| Дисципліни                | Золото                           | Золото    | Срібло                            | Срібло    | Бронза                            | Бронза    |
| ------------------------- | -------------------------------- | --------- | --------------------------------- | --------- | --------------------------------- | --------- |
| 60 метрів                 | Елвін Кренцлейн · США            | 7,0       | Волтер Тьюксбері · США            | 7,1       | Стен Роулі · Австралія            | 7,2       |
| 100 метрів                | Френк Джервіс · США              | 11,0      | Волтер Тьюксбері · США            | 11,1      | Стен Роулі · Австралія            | 11,2      |
| 200 метрів                | Френк Джервіс · США              | 22,2      | Норман Прічард · Індія            | 22,8      | Стен Роулі · Австралія            | 22,9      |
| 400 метрів                | Максвелл Ворберн Лонг · США      | 49,4      | Вільям Голланд · США              | 49,6      | Ернст Шульц · Данія               | 51,5      |
| 800 метрів                | Альфред Тайсоу · Велика Британія | 2.01,2    | Джон Креган · США                 | 2.01,6    | Девід Голл · США                  | 2.02,5    |
| 1500 метрів               | Чарльз Беннетт · Велика Британія | 4.06,2    | Анрі Делож · Франція              | 4.06,6    | Джон Брей · США                   | 4.07,2    |
| 110 метрів з бар'єрами    | Елвін Кренцлейн · США            | 15,4      | Джон Маклін · США                 | 15,5      | Фредерік Молоуні · США            | 15,6      |
| 200 метрів з бар'єрами    | Елвін Кренцлейн · США            | 25,4      | Норман Прічард · Індія            | 25,9      | Волтер Тьюксбері · США            | 26,1      |
| 400 метрів з бар'єрами    | Волтер Тьюксбері · США           | 57,6      | Анрі Тозен · Франція              | 58,3      | Джордж Ортон · Канада             | 58,9      |
| 2500 метрів з перешкодами | Джордж Ортон · Канада            | 7.34,4    | Сідней Робінсон · Велика Британія | 7.38,0    | Жан Шастаньє · Франція            | 7.42,0    |
| 4000 метрів з перешкодами | Джон Ріммер · Велика Британія    | 12.58,4   | Чарльз Беннетт · Велика Британія  | 12.58,6   | Сідней Робінсон · Велика Британія | 12.58,8   |
|                           |                                  |           |                                   |           |                                   |           |
| Марафон                   | Мішель Теато · Франція           | 2:59.45,0 | Еміль Шампйон · Франція           | 3:04.17,0 | Ернст Фаст · Швеція               | 3:37.14,0 |
|                           |                                  |           |                                   |           |                                   |           |
| Стрибки у висоту          | Ірвінг Бакстер · США             | 1,90      | Патрік Легі · Велика Британія     | 1,78      | Лайош Генці · Угорщина            | 1,75      |
| Стрибки у висоту з місця  | Рей Юрі · США                    | 1,655     | Ірвінг Бакстер · США              | 1,525     | Льюїс Шелдон · США                | 1,50      |
| Стрибки з жердиною        | Ірвінг Бакстер · США             | 3,30      | Мередіт Колкет · США              | 3,25      | Карл Андерсен · Норвегія          | 3,20      |
| Стрибки у довжину         | Елвін Кренцлейн · США            | 7,185     | Маєр Прінштейн · США              | 7,175     | Патрік Легі · Велика Британія     | 6,95      |
| Стрибки у довжину з місця | Рей Юрі · США                    | 3,21      | Ірвінг Бакстер · США              | 3,135     | Еміль Торшбеф · США               | 3,03      |
| Потрійний стрибок         | Маєр Прінштейн · США             | 14,43     | Джеймс Конноллі · США             | 13,97     | Льюїс Шелдон · США                | 13,64     |
| Потрійний стрибок з місця | Рей Юрі · США                    | 10,58     | Ірвінг Бакстер · США              | 9,95      | Роберт Гаррет · США               | 9,50      |
| Штовхання ядра            | Річард Шелдон · США              | 14,10     | Джозая Мак-Крекен · США           | 12,85     | Роберт Гаррет · США               | 12,35     |
| Метання диска             | Рудольф Бауер · Угорщина         | 36,04     | Франтішек Янда-Сук · Богемія      | 35,14     | Річард Шелдон · США               | 34,60     |
| Метання молота            | Джон Фленаган · США              | 51,01     | Тракстан Гейр · США               | 46,26     | Джозая Мак-Крекен · США           | 43,58     |

### Командна першість
Єдина дисципліна, в якій розігрувалась командна першість, був біг на 5000 метрів. Кожен спортсмен отримував очки, які відповідали місцю на фініші (1 очко за перше місце, 2 очки — за друге місце і т. д.) За регламентом змагань переможцем визначалась команда, члени якої у сумі набрали меншу кількість очок.
| Дисципліна  | Золото | Золото  | Срібло                                                                                          | Срібло | Бронза       | Бронза |
| ----------- | --- | ------- | ----------------------------------------------------------------------------------------------- | ------ | ------------ | ------ |
| 5000 метрів | Змішана команда Чарльз Беннетт (GBR) (1 очко) Джон Ріммер (GBR) (2) Сідней Робінсон (GBR) (6) Альфред Тайсоу (GBR) (7) Стен Роулі (AUS) (10) | 26 очок | Франція Анрі Делож (3) Жан Шастаньє (4) Андре Кастане (5) Мішель Шампудрі (8) Гастон Рагено (9) | 28     | не вручалась |        |

## Медальний залік
| Місце | Країна          | Золото | Срібло | Бронза | Загалом |
| ----- | --------------- | ------ | ------ | ------ | ------- |
| 1     | США             | 16     | 13     | 10     | 39      |
| 2     | Велика Британія | 3      | 3      | 2      | 8       |
| 3     | Франція         | 1      | 4      | 2      | 7       |
| 4     | Канада          | 1      | 0      | 1      | 2       |
| 4     | Угорщина        | 1      | 0      | 1      | 2       |
| 6     | Змішана команда | 1      | 0      | 0      | 1       |
| 7     | Індія           | 0      | 2      | 0      | 2       |
| 8     | Богемія         | 0      | 1      | 0      | 1       |
| 9     | Австралія       | 0      | 0      | 3      | 3       |
| 10    | Данія           | 0      | 0      | 1      | 1       |
| 10    | Норвегія        | 0      | 0      | 1      | 1       |
| 10    | Швеція          | 0      | 0      | 1      | 1       |